# Pseudotocepheus sexidimorphus
Pseudotocepheus sexidimorphus är en kvalsterart som först beskrevs av Vasiliu och Calugar 1977.  Pseudotocepheus sexidimorphus ingår i släktet Pseudotocepheus och familjen Tetracondylidae. Inga underarter finns listade i Catalogue of Life.